# Isole del Vietnam
Questa è una lista di isole del Vietnam.
- Isole della Baia di Ha Long
  - Tuần Châu
- Isole Co To
- Bạch Long Vĩ
- Cu Lao Cham
- Cu Lao Xanh
- Phú Quý
- Côn Đảo
- Isole fluviali del distretto di Cần Giờ
- Phú Quốc
- Hon Khoai
- Cồn Cỏ
- Lý Sơn
- Cat Ba
- Thổ Châu
- Hon Tre
- Isola di Woody[1] (Đảo Phú Lâm)
- Isole Paracelso (Hoàng Sa)
- Isole Spratly (Trường Sa)